# France Kunstelj
France Kunstelj (Vrhnika, 22 novembre 1914 – Teharje, 24 agosto 1945) è stato un drammaturgo e sacerdote sloveno.

## Biografia
France Kunstelj nacque il 22 novembre 1914 a Vrhnika in una famiglia di otto figli. L’ambiente naturale e sociale del luogo natio esercitarono su di lui una profonda suggestione, sempre riscontrabile nel background delle sue opere in prosa. Dopo la scuola elementare continuò gli studi a Lubiana. Conseguita la maturità classica nel liceo vescovile, fu incerto fra la carriera di attore, scrittore o sacerdote. Scelse quest’ultima nella convinzione di poter realizzare in questo modo anche gli altri suoi talenti.
Fu consacrato sacerdote durante i primi mesi di guerra nel 1941. Nel 1942 esercitò il suo ministero come cappellano per  un breve periodo a Mirna in Dolenjska. Poi per ordine del vescovo Rožman nel 1943 si recò a Roma, ma fu internato in un campo di concentramento presso Padova. Nello stesso anno, fu rimpatriato ed inviato come curato nella valle di Mirna (Dolenjska). Nel 1944 diventò cappellano militare della postazione dei Domobranci di Rovte, dove il 5 novembre fu consacrata una lapide in memoria dei caduti della prima e della seconda guerra mondiale (indipendentemente dalla loro appartenenza ideologica). All’inizio di maggio 1945 si ritirò in Carinzia, seguendo le sorti dell’esercito dei Domobranci sconfitti. Egli finì così per diventare una vittima della guerra e della rivoluzione. Rimpatriato da Viktring fu internato con molti altri nel lager di Teharje. I pochi riusciti a fuggire o sopravvissuti hanno poi raccontato come i vincitori si sono comportati nei suoi riguardi. Qui fu riconosciuto come sacerdote e selvaggiamente torturato perché impartiva l’assoluzione con un segno di croce ai condannati a morte. Segregato in un bunker, fu torturato a morte. Gli tagliarono la mano destra con cui impartiva la benedizione e lo scaraventarono in una voragine attualmente ricoperta da detriti industriali. Le testimonianze sull’accaduto sono tra l’altro raccontate nel libro “Palme mučeništva” (Le palme del martirio). A lui si riferisce Jeremija Kalin quando nella “Črna maša” (La messa nera) scrisse la scena della terribile celebrazione sotterranea. Attualmente France Kunstelj è annoverato fra i Servi di Dio, martirizzati nel XX secolo.

## Opera
Kunstelj cominciò a pubblicare le sue prime prose nella rivista studentesca “Domače vaje” (Esercizi per casa), poi come seminarista in “Mlada setev” (Semina precoce) di cui dal 1937 al 1941 fu anche direttore. Contemporaneamente pubblicò le sue brevi prose anche nelle riviste cattoliche “Mladika” (Il germoglio), “Vigredi” (Primavere) e in “Dom in svet” (Patria e mondo). Per la tematica delle sue opere prende spesso ispirazione dai dintorni di Vrhnika per narrare la povertà della gente, l’ingiustizia sociale e le dissolutezze della vita. Mentre nella sua produzione caratterizzata da una tematica religiosa emergono riflessioni etiche sull’esistenza.
Nel 1945 aveva curato per la stampa una raccolta di prose che a causa della partenza per l’espatrio non fu pubblicata. Solo nel 1975 Tine Debeljak a Buenos Aires stampò un’antologia dal titolo “Butara” (La fascina). Kunstelj come scrittore manifesta una predilezione verso gli ultimi e gli emarginati: i gobbi, i ciechi ed i corrotti. Tine Debeljak lo considera il continuatore dei preti scrittori della tradizione letteraria slovena e scopre in alcune sue opere un notevole livello artistico in grado di porsi come sintesi fra l’opera di Franc Ksaver Meško e quella di Fran Saleški Finžgar.
Kunstelj scrisse anche opere teatrali per compagnie amatoriali. Il suo dramma in tre atti “Za velikim vzorom” (Dietro il grande modello) fu pubblicato postumo nel 1972 a Buenos Aires.

## Opere
- “Za velikim vzorom” (Dietro il grande modello) (postumo), 1972
- “Butara” (La fascina) (postumo), 1975